# قبرة (جزيرة)

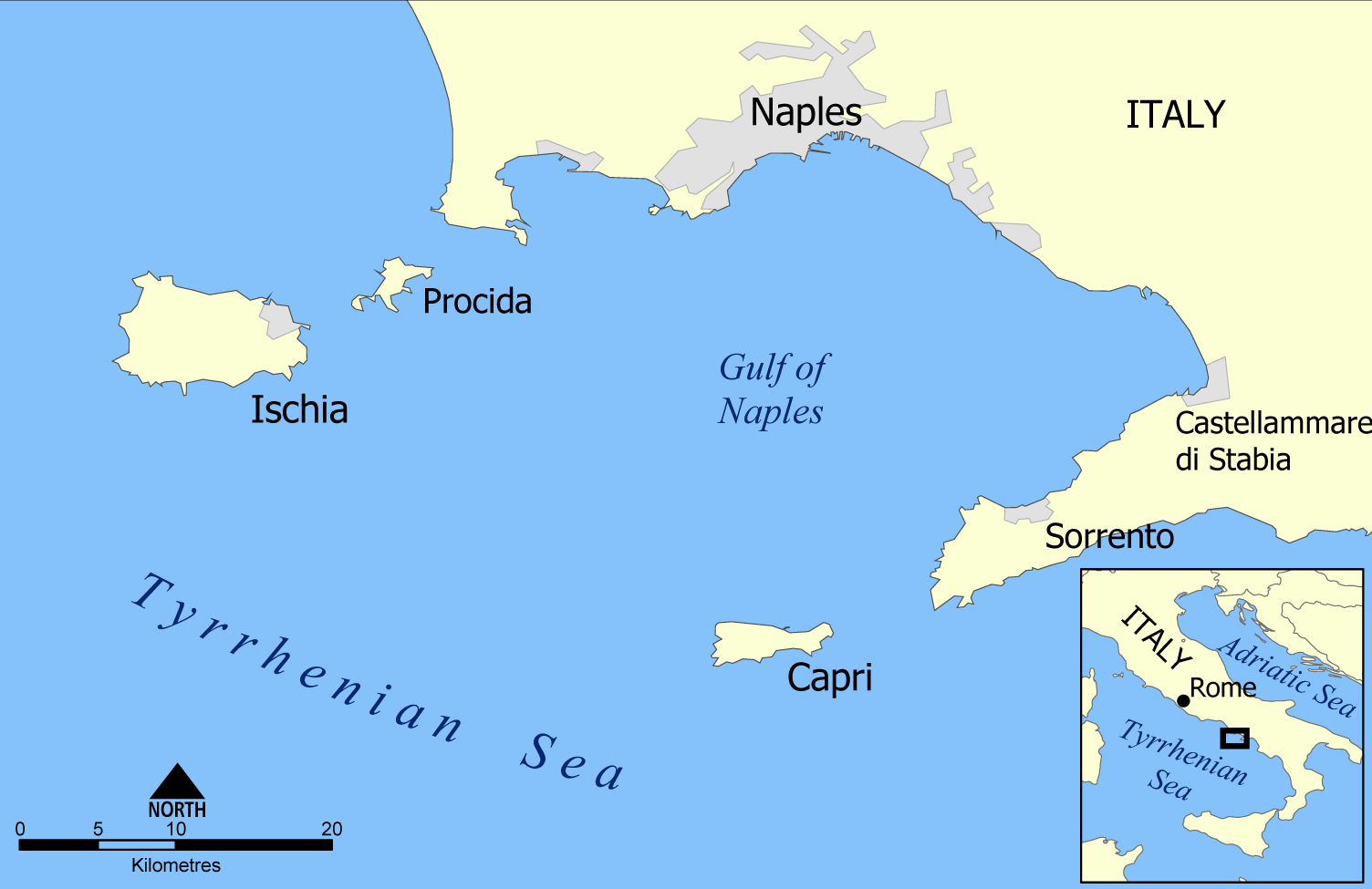
موقع كابري على الحافة الجنوبية لخليج نابولي.

قَبْرَةُ أو كابري (بالإيطالية: Capri) (عرفت عند العرب قديماً باسم قبرة)هي جزيرة إيطالية تقع في بحر طرانة من خليج نابل. تبلغ مساحة الجزيرة نحو 10,4كم² وعدد سكانها 12,200 نسمة. أعلى نقطة في الجزيرة هو جبل مونتي سولارو إذ يبلغ ارتفاعه فوق البحر 589 مترا. وتنتمي الجزيرة إلى أقليم كمبانية من مقاطعة نابولي.

## المناظر الرئيسية
| - Villa San Michele - Blue Grotto (Capri)\|Grotta Azzurra, the Blue Grotto - Villa Lysis - Villa Jovis - Piazza Umberto I\|La Piazzetta | - Via Krupp - Arco Naturale - Villa Malaparte - Torre Materita - Certosa di San Giacomo]] (Karl Wilhelm Diefenbach museum) | - Faraglioni - Monte Solaro - Punta Carena Lighthouse - Marina Grande, Capri\|Marina Grande - Capri Philosophical Park |

## معرض الصور

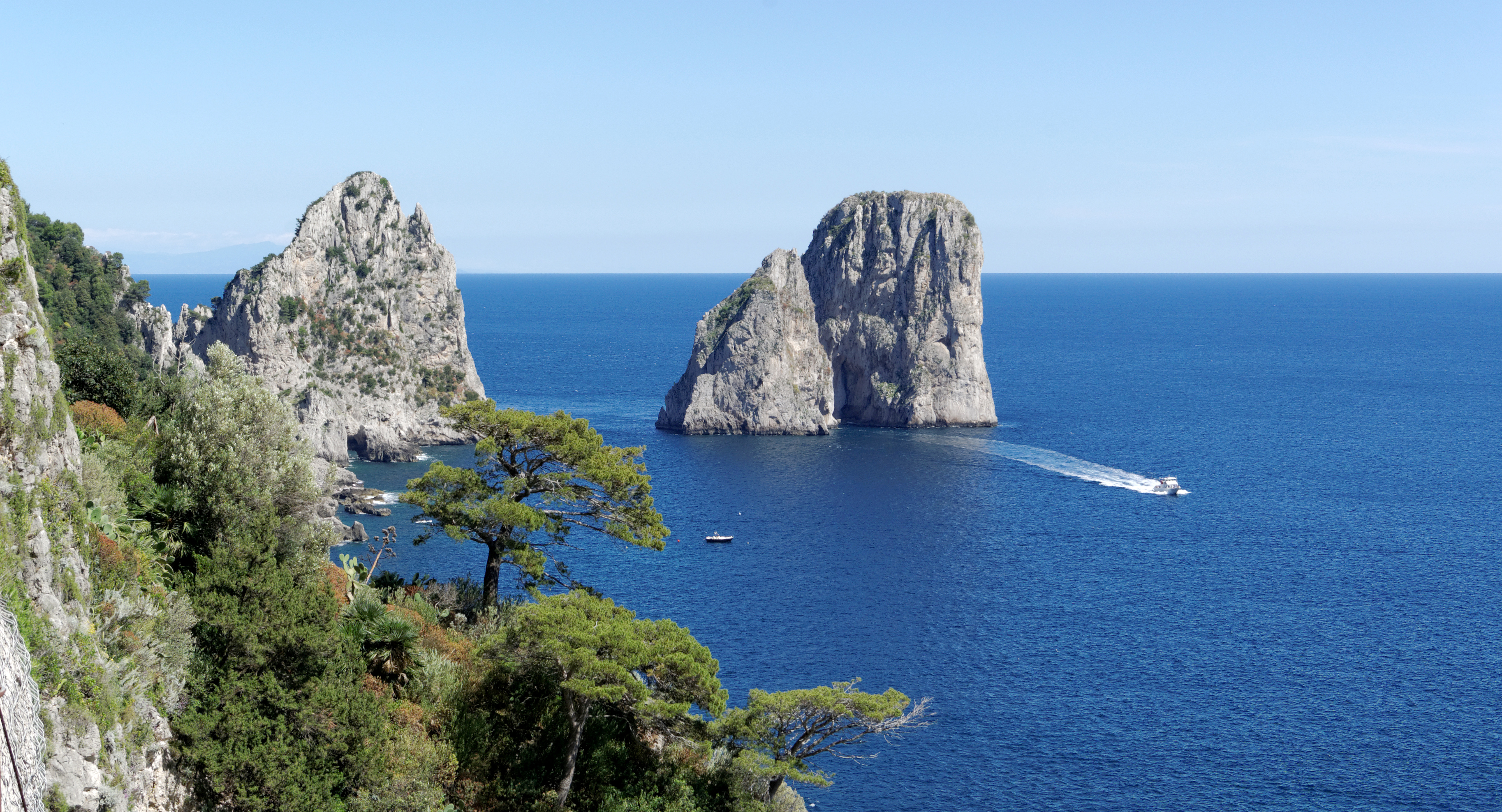
Faraglioni. Top view
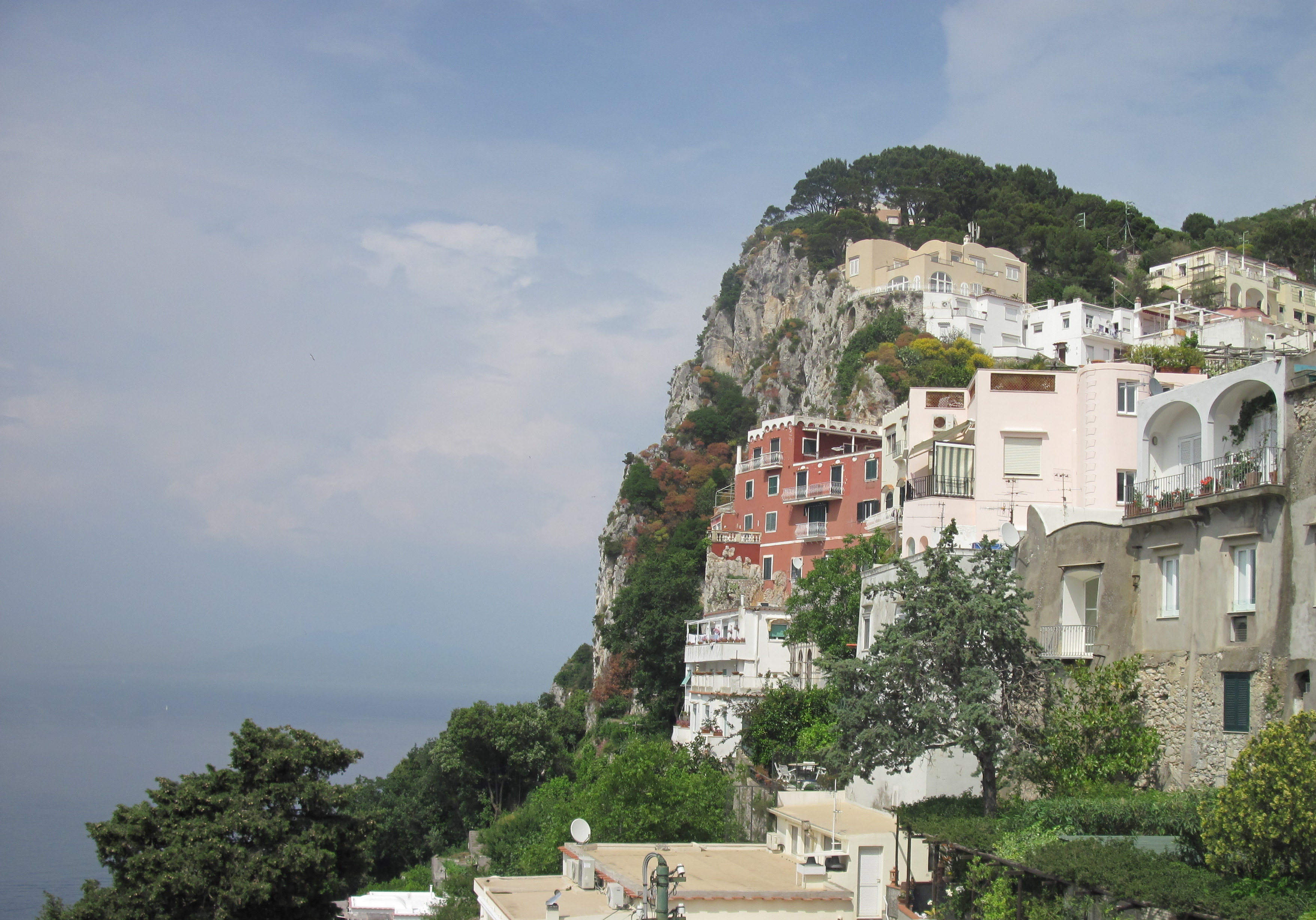
Villas on Capri
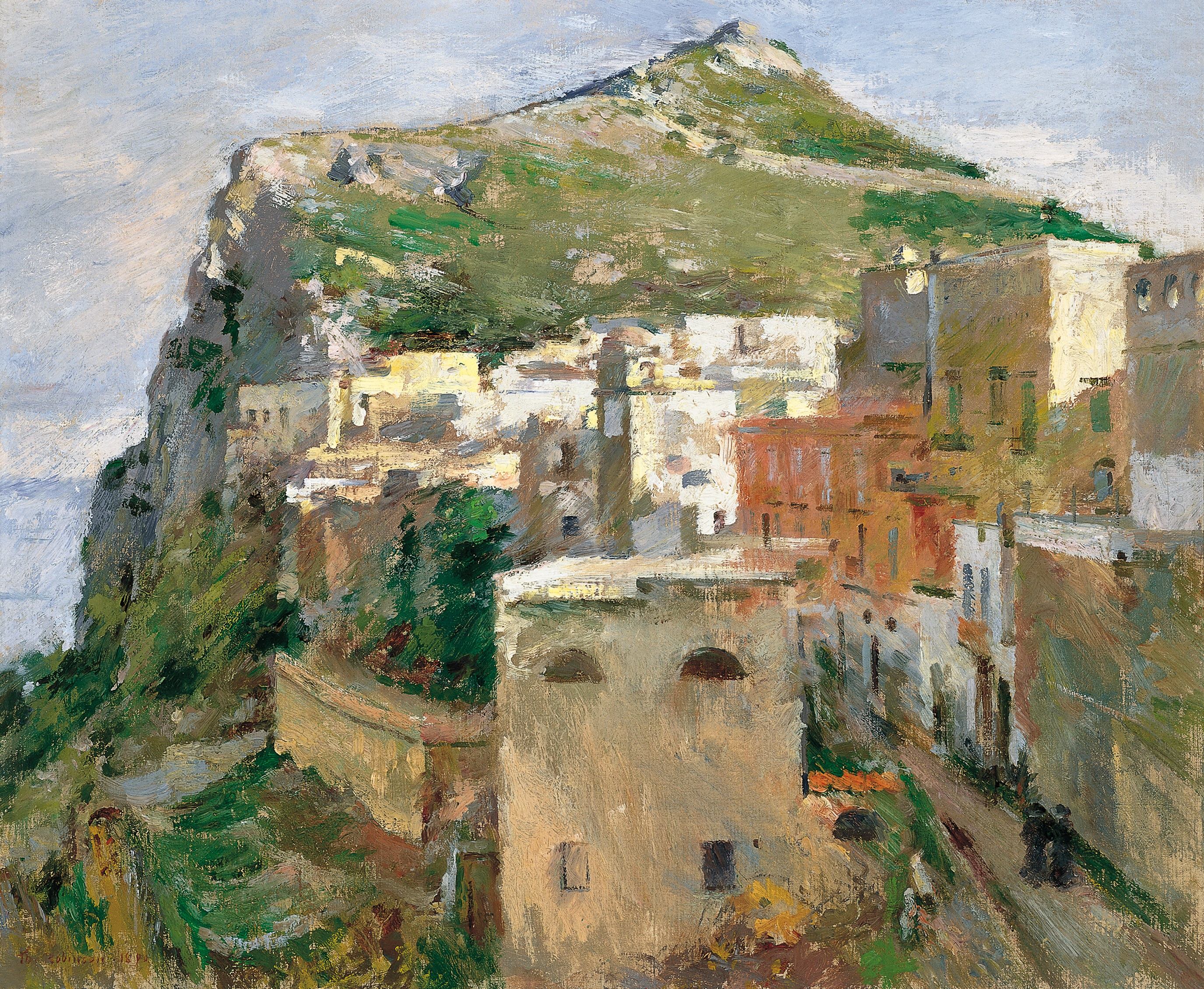
ثيودور روبنسون (رسام): Capri (1890)
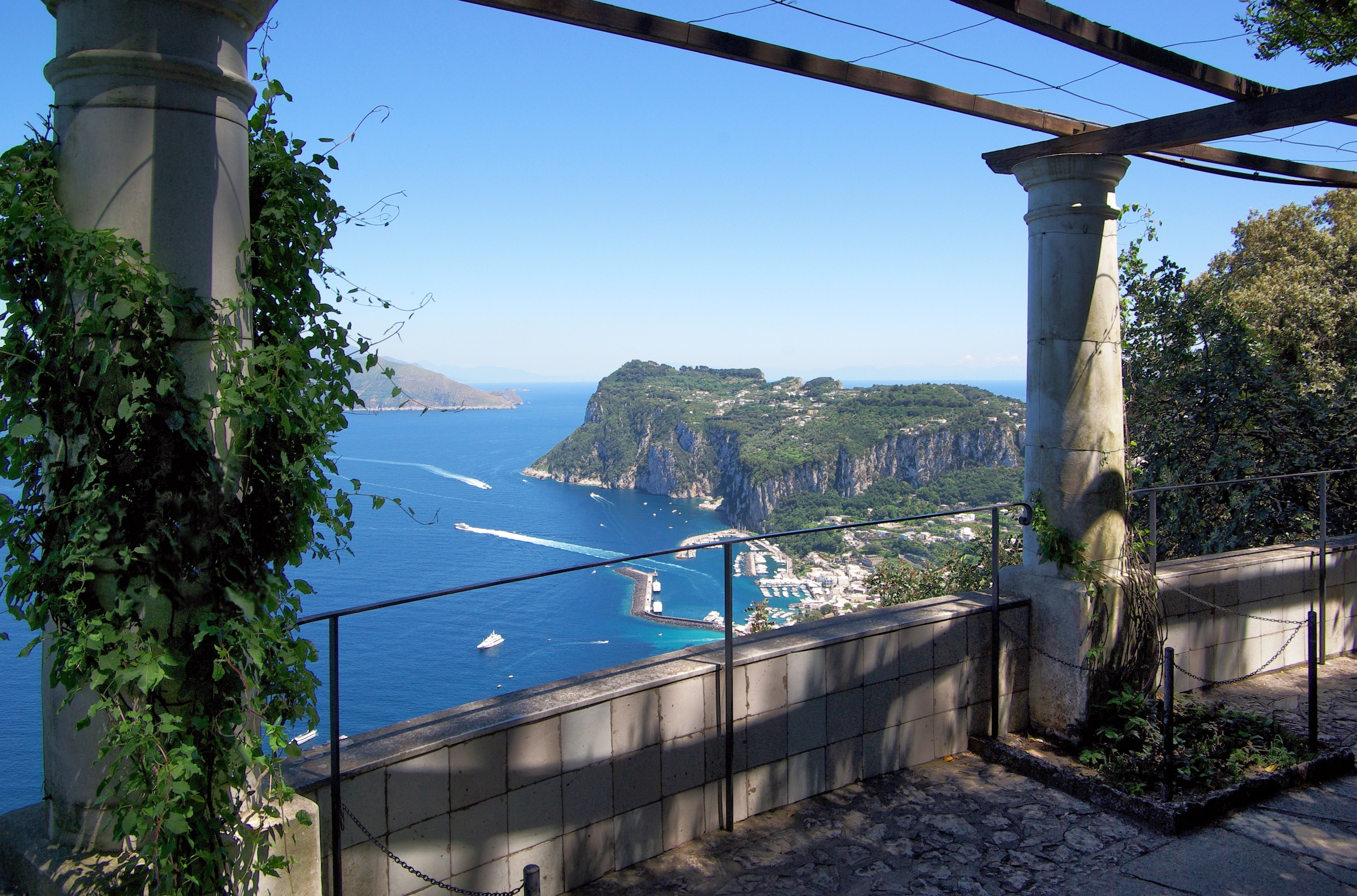
Overlooking Capri harbour from the rotunda in فيلا سان ميشيل
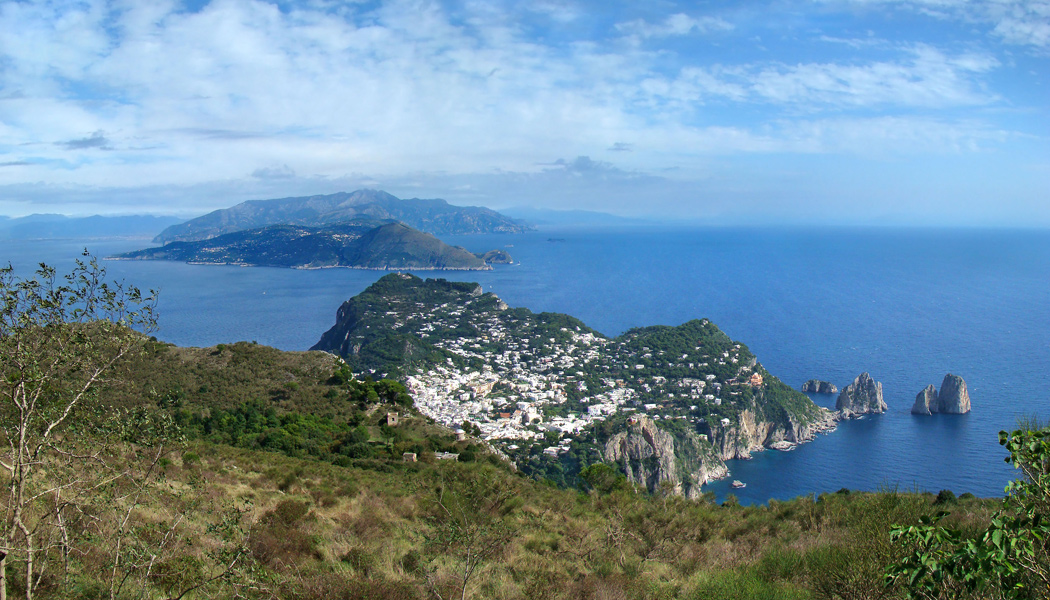
View from Monte Solaro
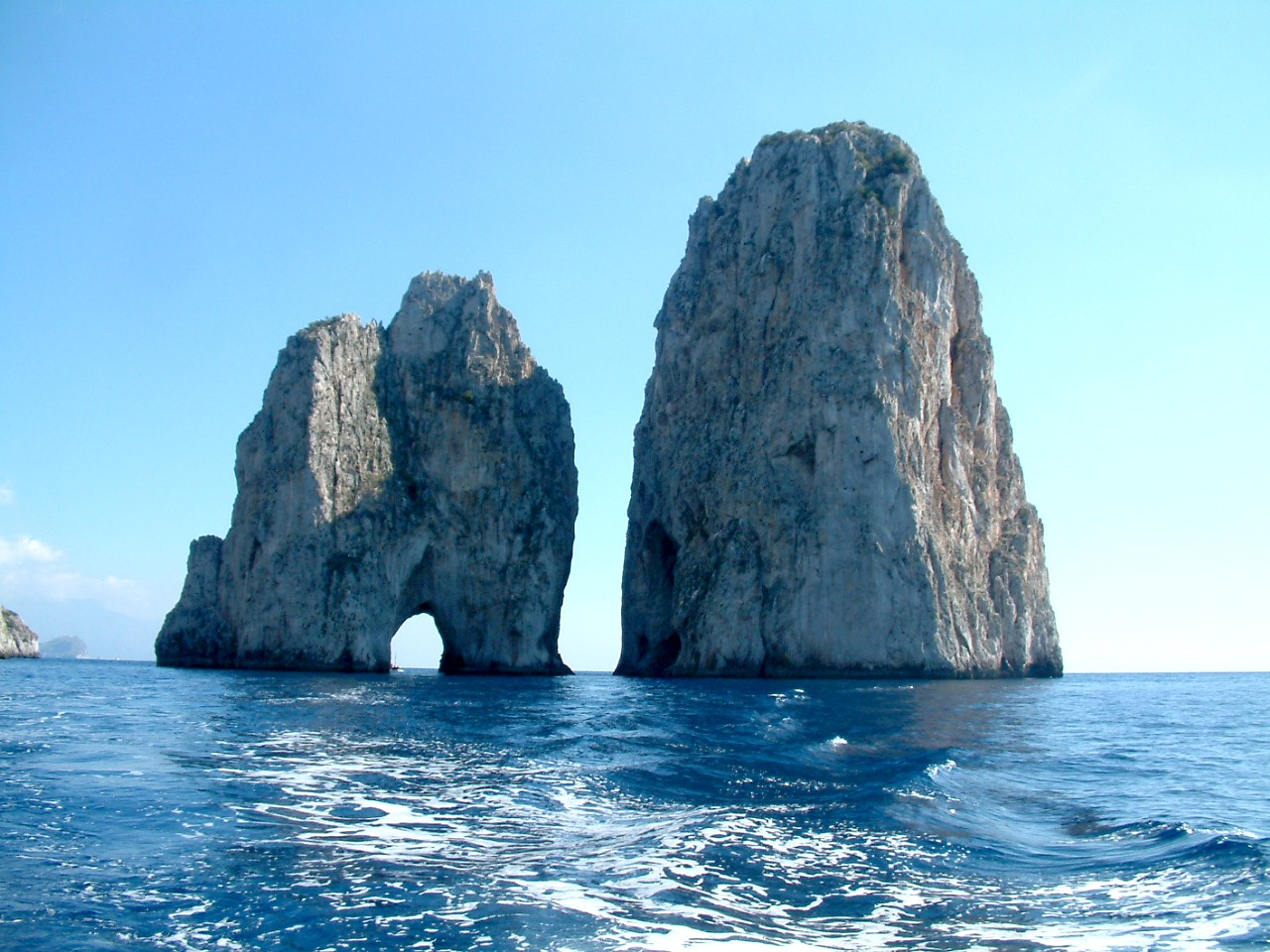
Faraglione
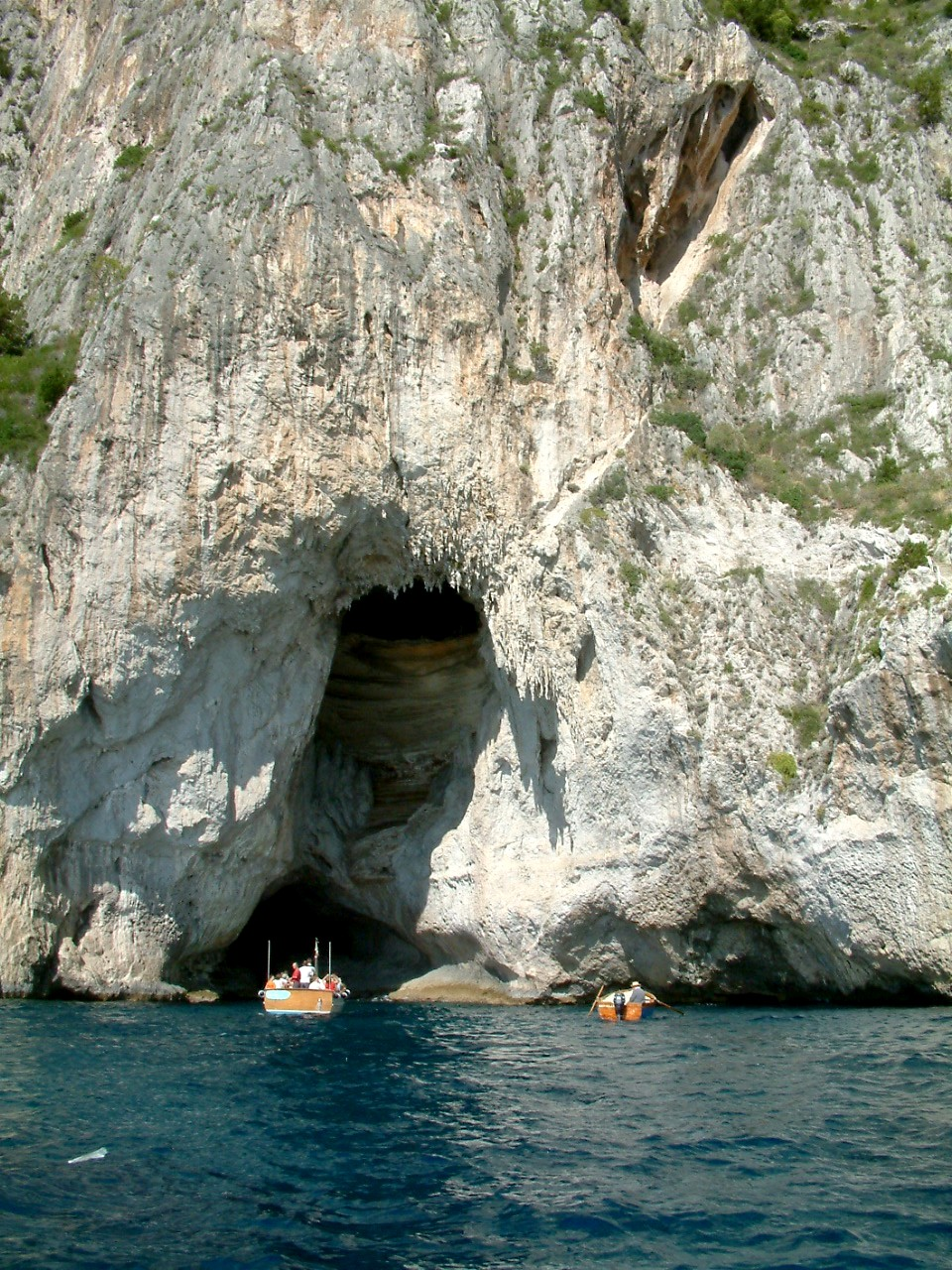
Grotta Meravigliosa
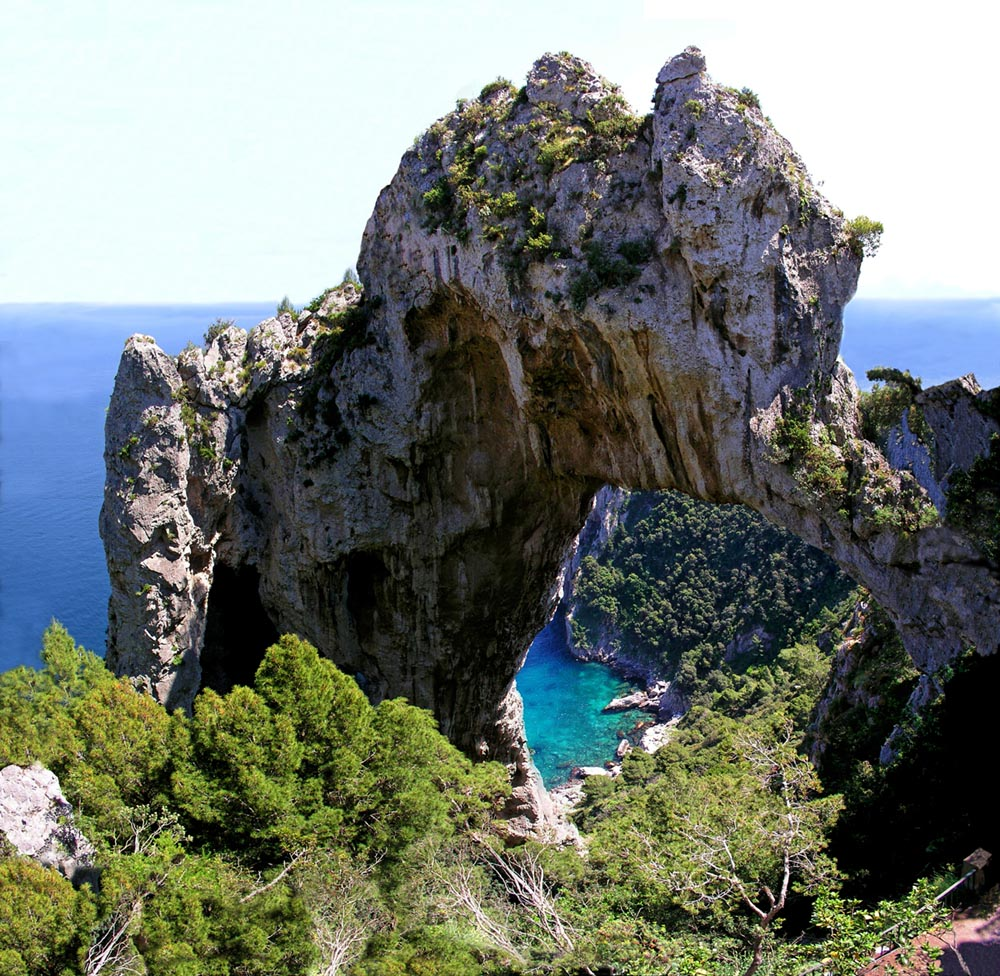
Natural arch
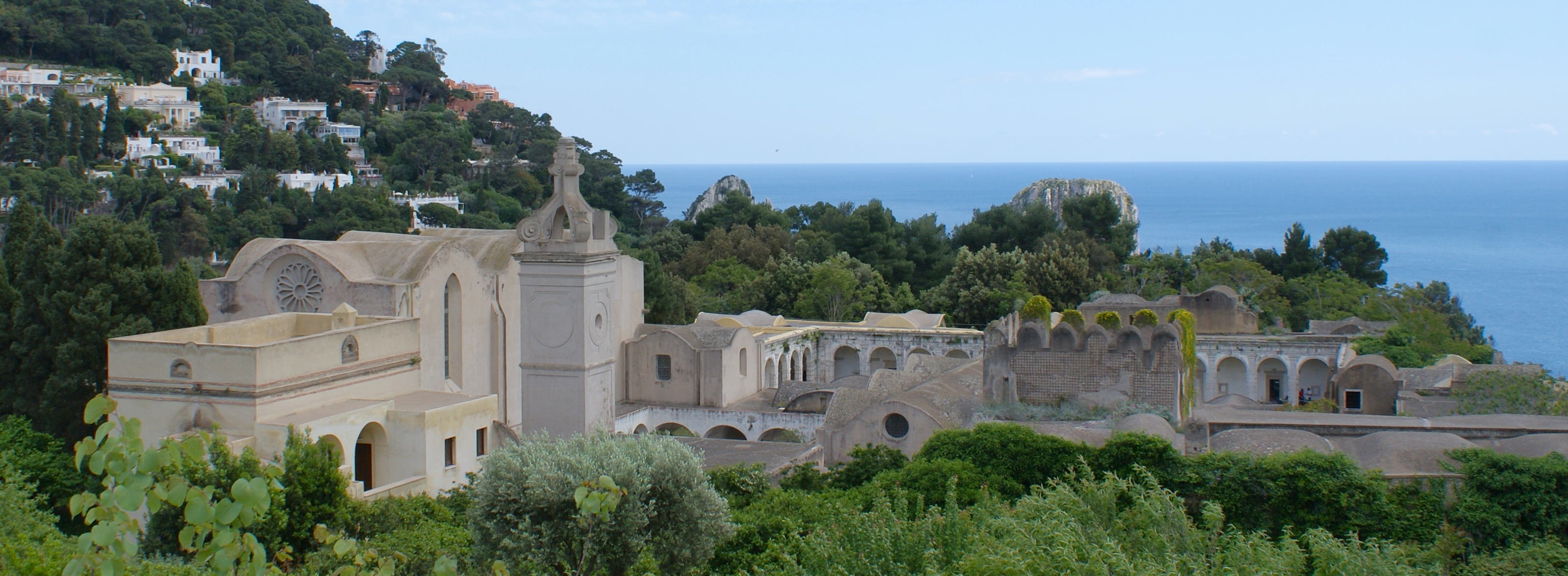
San Giacomo
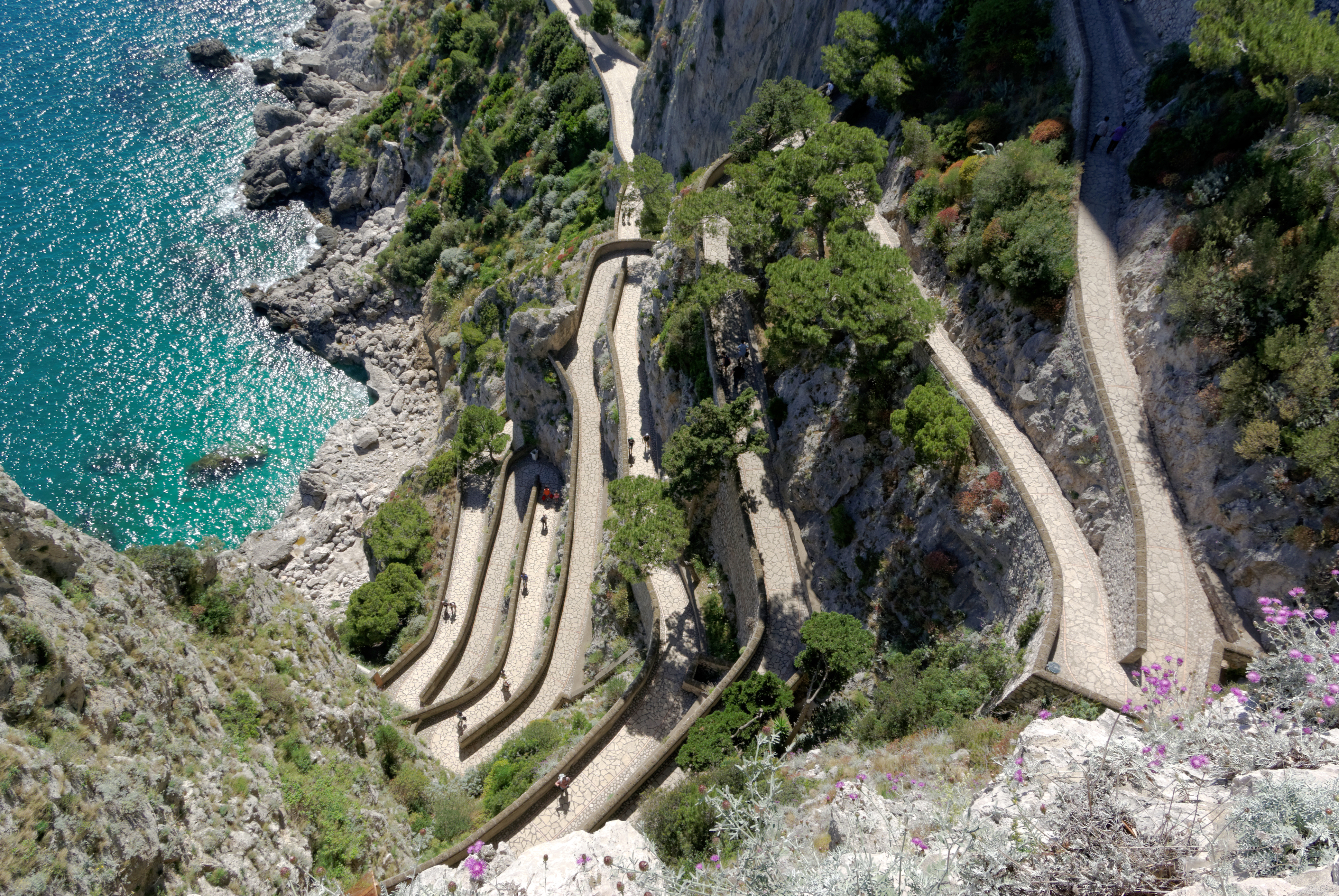
View from August´s Garden
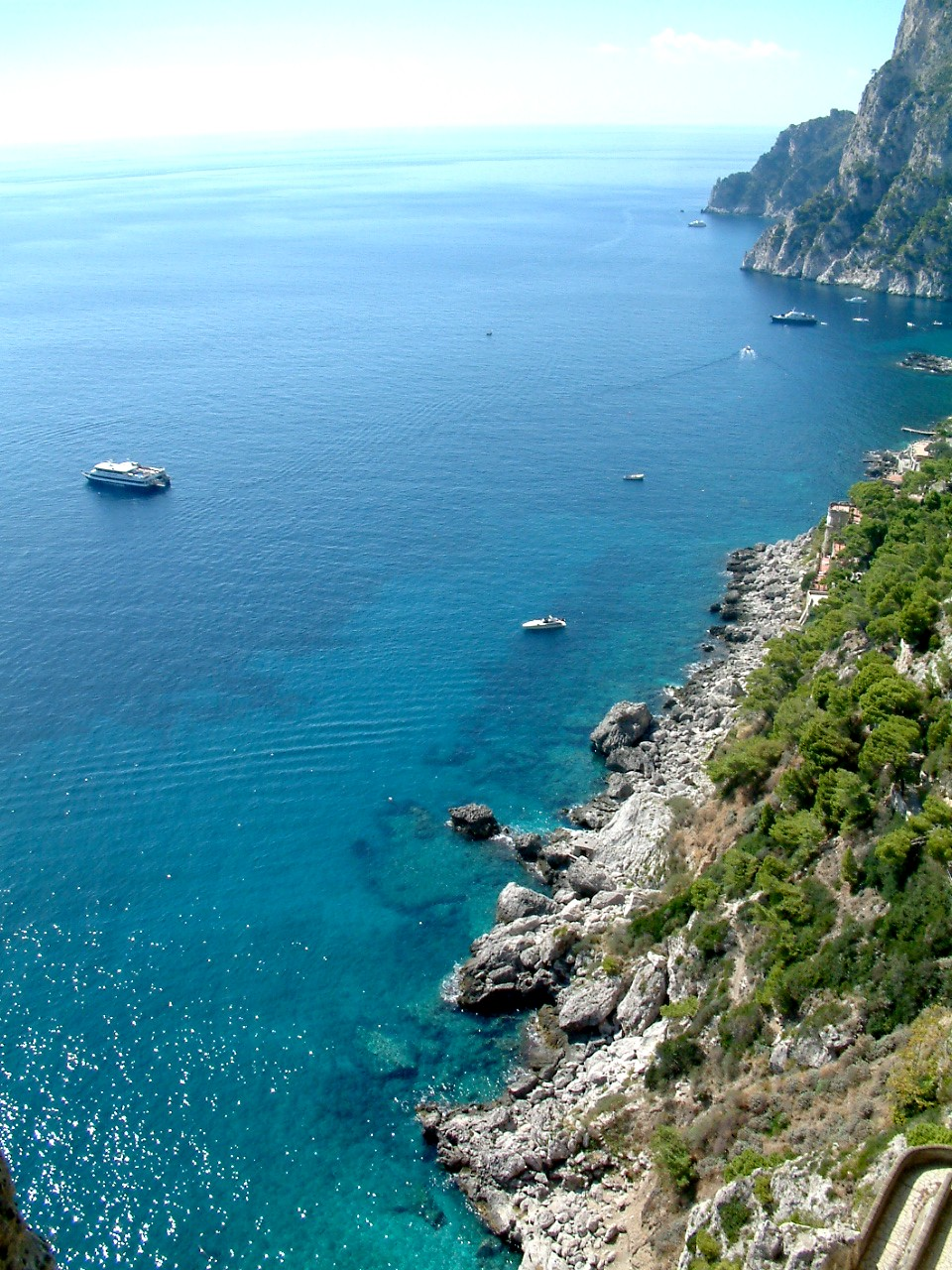
Marina Piccola from August's Garden
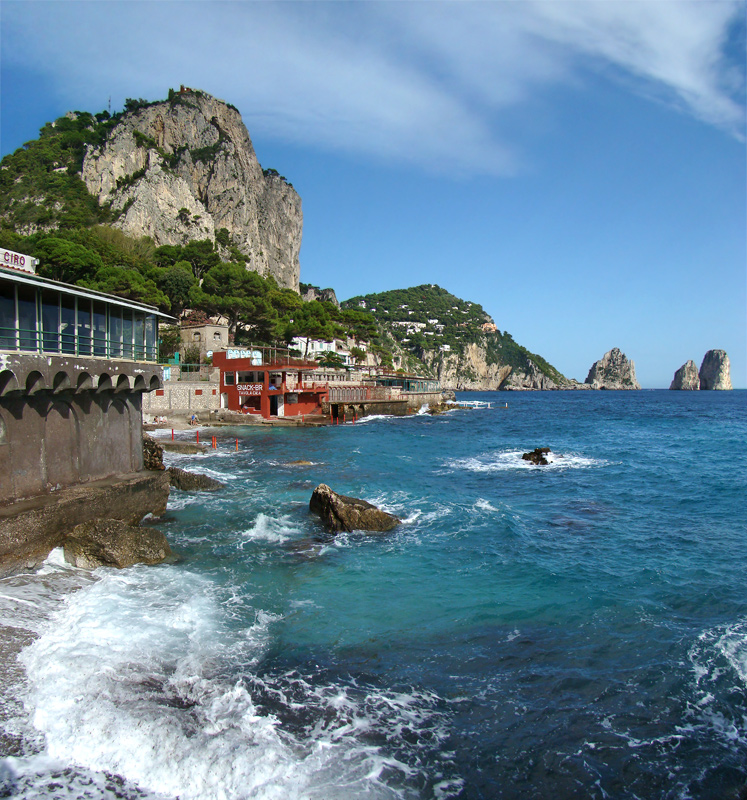
Marina Piccola viewed toward the Faraglioni
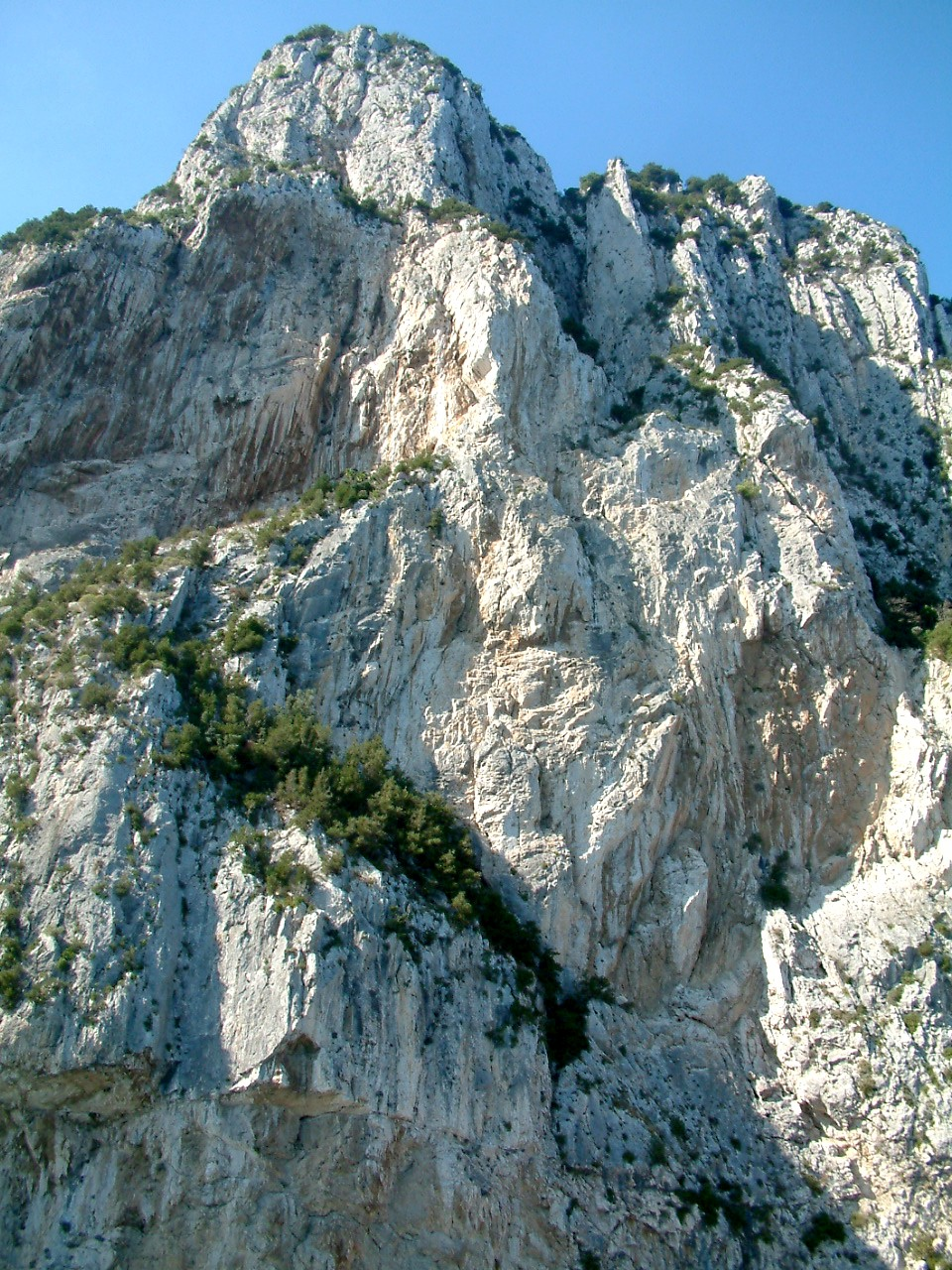
Monte Tiberio
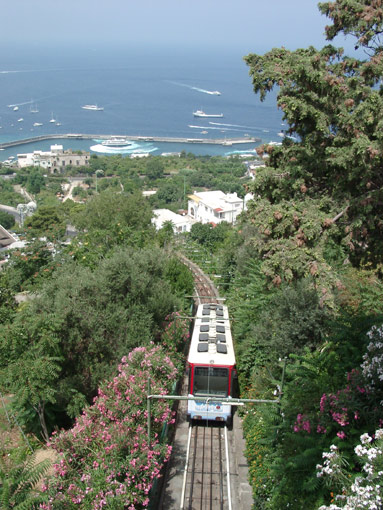
Il Funiculare from Marina Grande to Capri
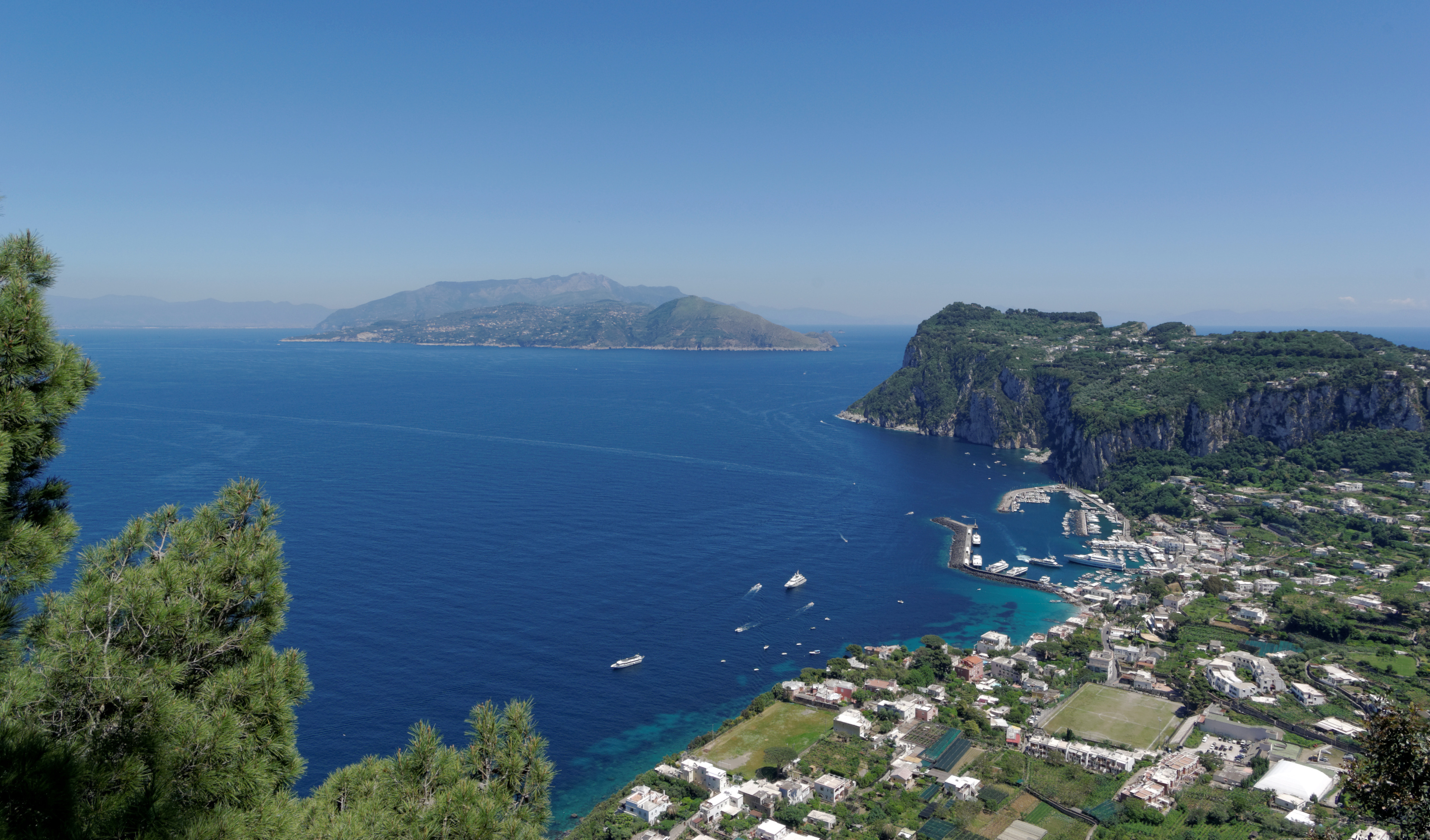
Capri
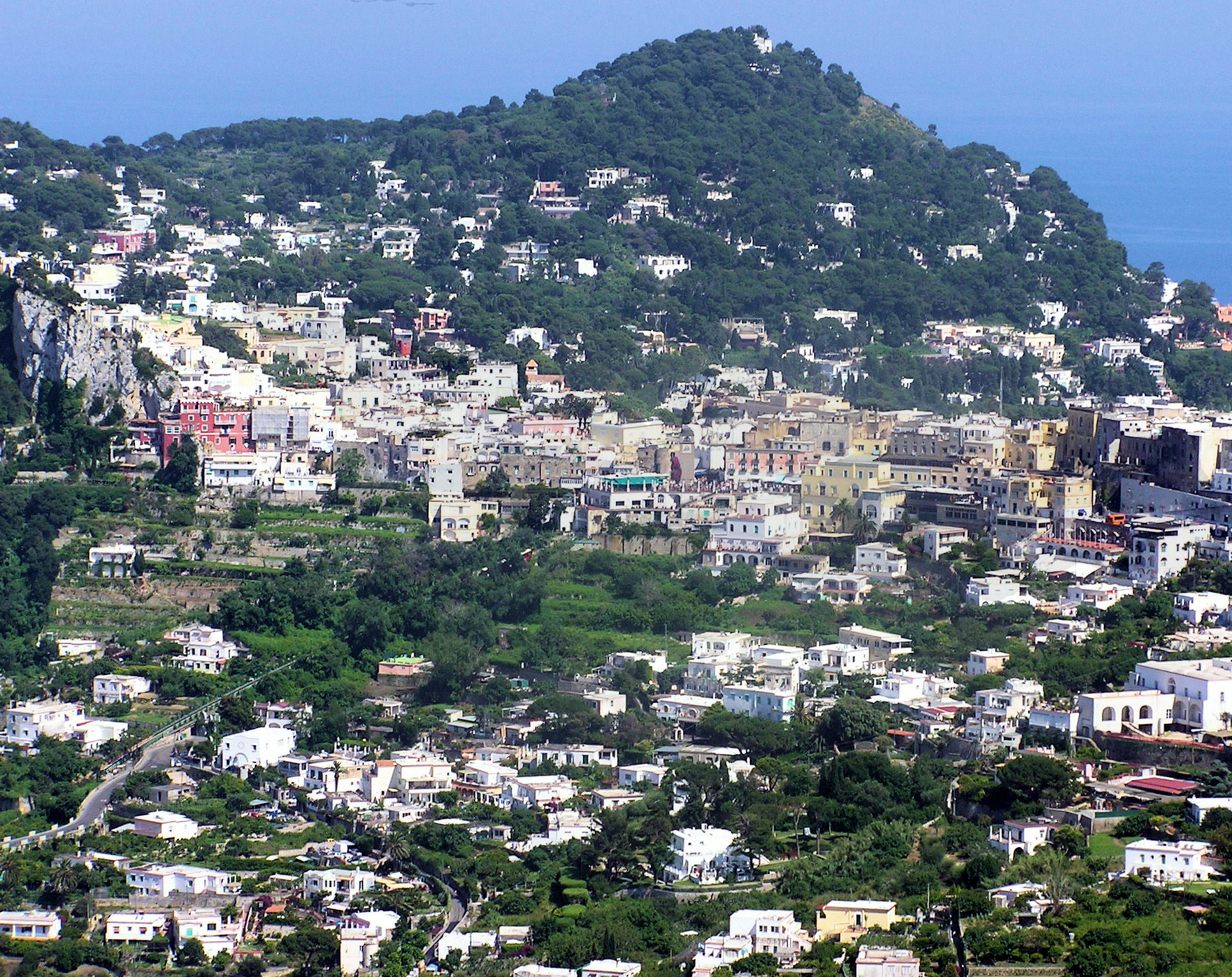
The funicular railway cuts across the picture, on the left
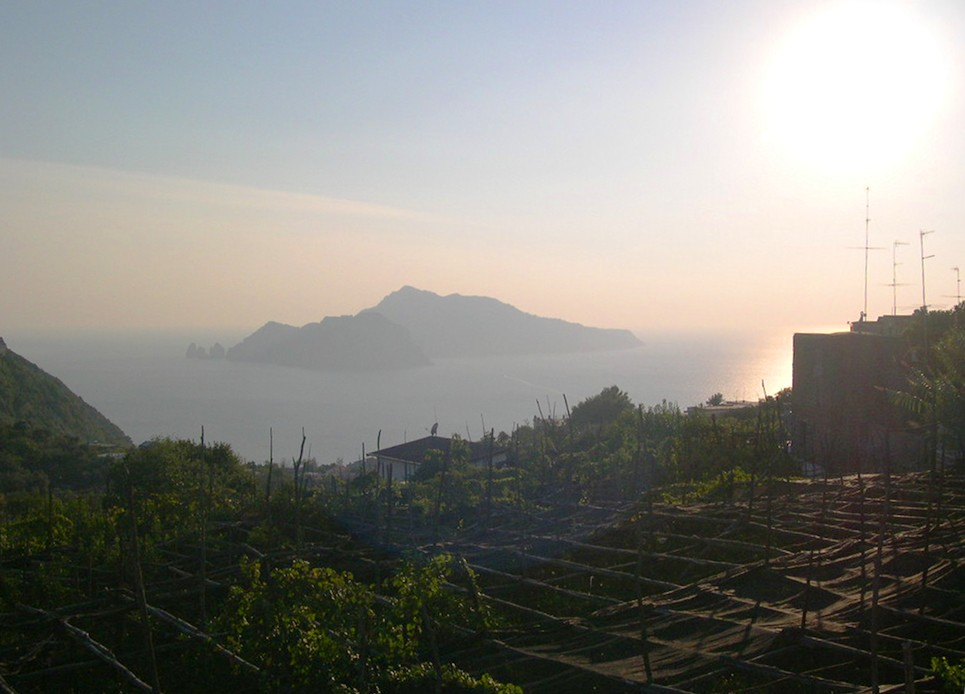
Capri at sunset, from the tip of the peninsula of Sorrento
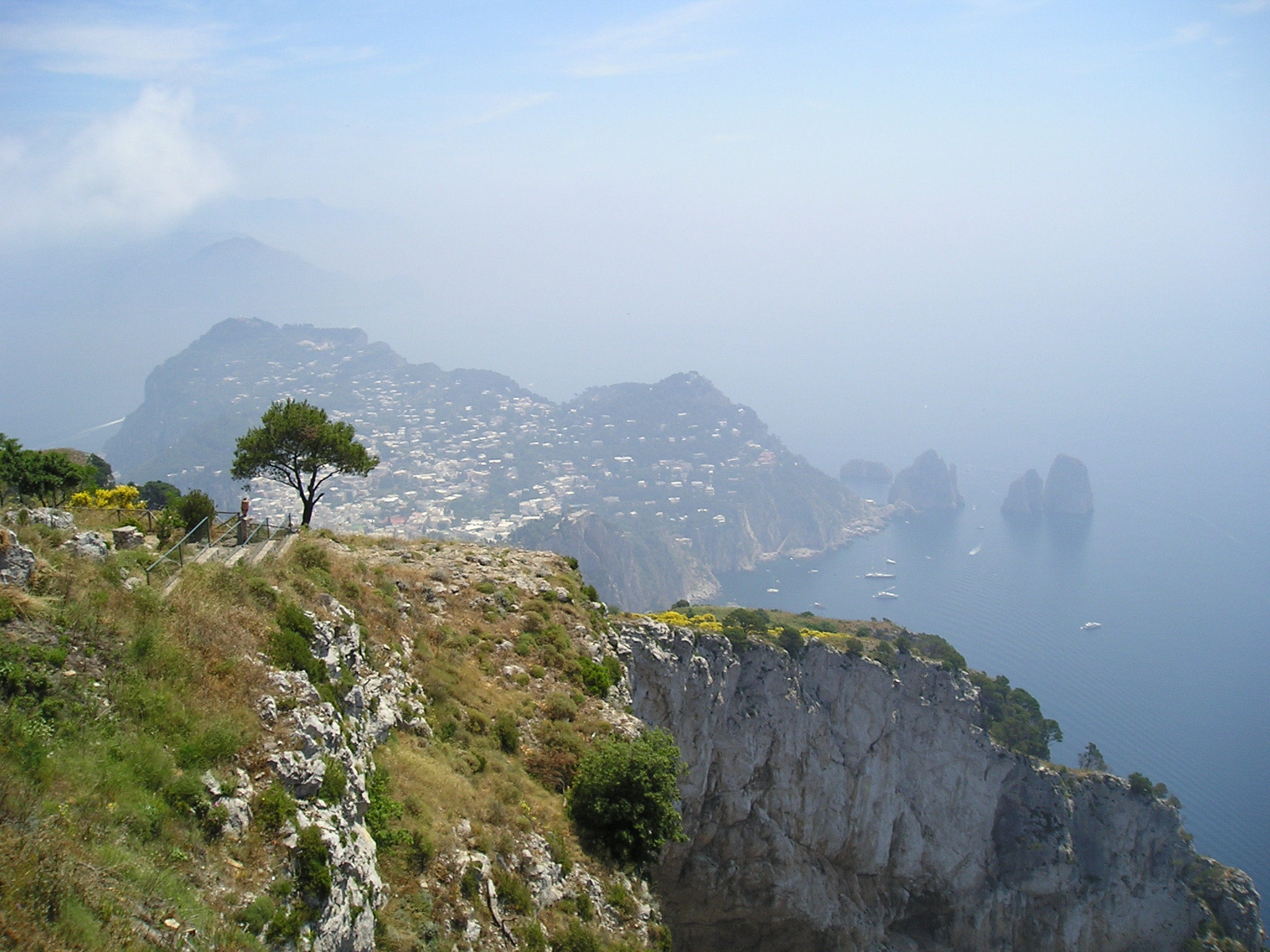
Overlooking the island from Anacapri
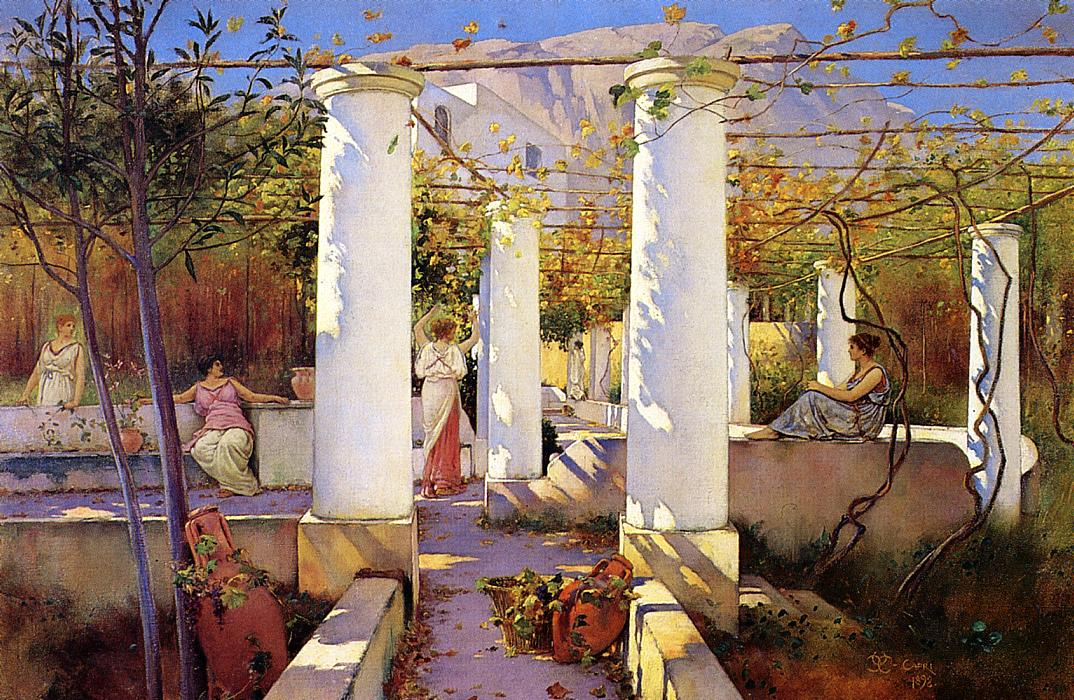
تشارلز كاريل كولمان: In the Shade of the Vines, Capri (1898)
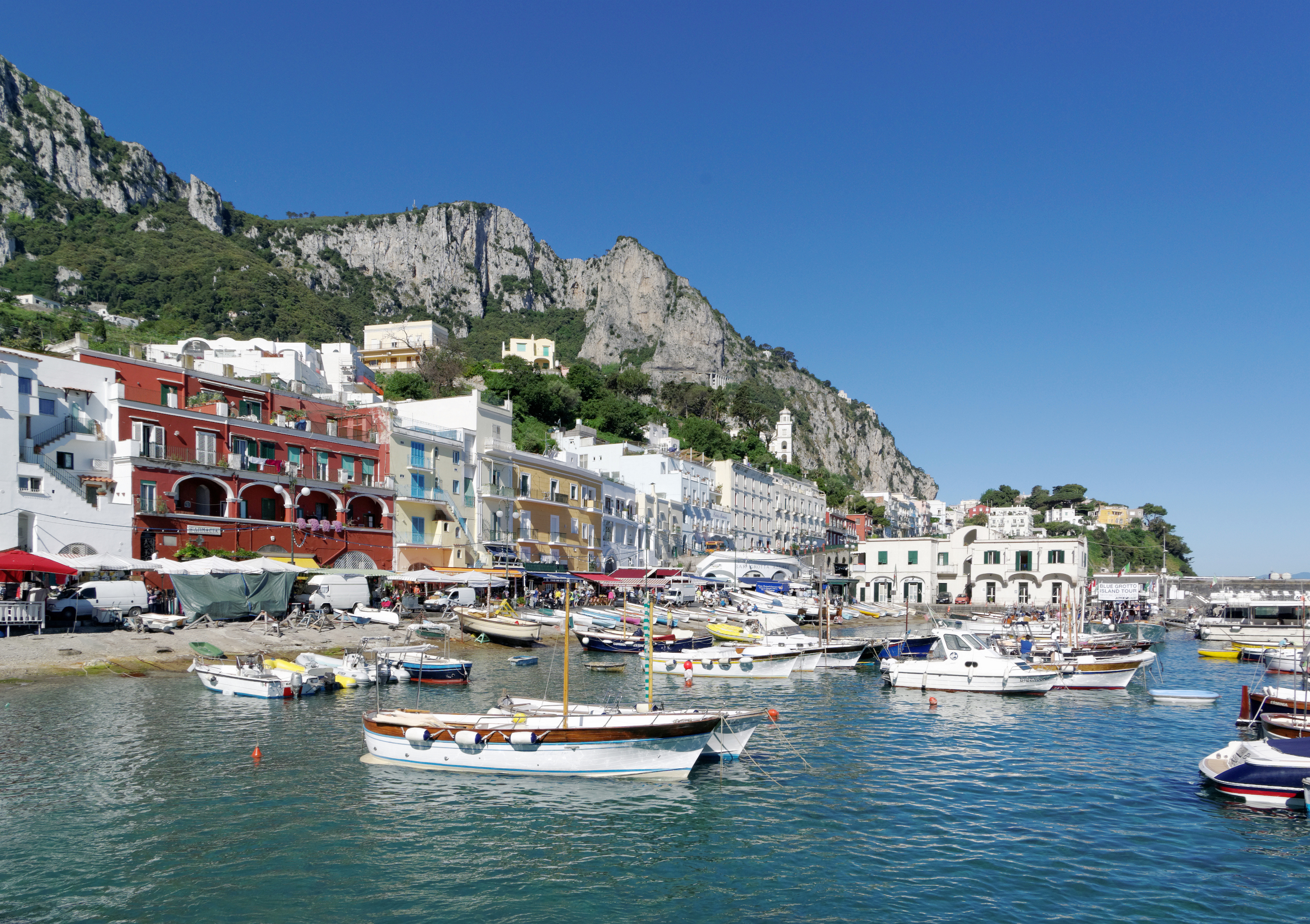
A pier in Capri

## وصلات خارجية
- Capri Insider Tips made on the island by the locals.
- كابري
- Capri 360 panoramas (بالفرنسية)
- كابري نسخة محفوظة 27 يوليو 2017 على موقع واي باك مشين.
- كابري
- Capri Island APP, a complete guide to Capri on iPad نسخة محفوظة 13 يناير 2012 على موقع واي باك مشين.
- Photo Gallery by Leonardo Bellotti (بالإيطالية)

‌